# Hybridkrigföring
Hybridkrigföring eller sjätte generationens krigföring, är en typ av krigföring som karaktäriseras av en kombination av traditionella militära, irreguljära och civila metoder, och som utnyttjas mot ett gemensamt mål i alla olika skeden av en konflikt. Öppna och dolda inslag kombineras vanligen i hybridkrigföring, och kan bland annat innefatta följande:
- Reguljära militära förband, så som arméförband, flygvapen och flotta.
- Specialförband
- Irreguljära förband, exempelvis en väpnad milis.
- Skapande eller understödjande av oro i andra länder, exempelvis via separatiströrelser eller politisk opposition
- Psykologisk krigföring och Informationsoperationer
- Ekonomisk krigföring, som handelsblockader och embargon
- Elektronisk krigföring
- IT-angrepp
- Diplomati
- Befolkningsstrategier (Demographic Engineering) / folkrättsbrott.

## Begreppets användning
Begreppet hybridkrigföring fick större spridning utanför militärstrategiska kretsar efter att konflikten i östra Ukraina bröt ut 2014. Många Natoländer, särskilt de med rysktalande befolkning, uttryckte i samband med detta oro för att själva utsättas för hybridkrigföring från Ryssland. Dessa länder menade att Nato måste bli bättre på att försvara sig mot hybridkrigföring.
Det har hävdats att hybridkrigföring i grund och botten inte är en ny företeelse inom krigföringen, men att begreppet hybridkrigföring alternativt "hybrida hot" är användbart för poängtera en ökad komplexitet i hotbilden i samband med konflikter. Andra forskare har däremot hävdat att begreppet bygger på okunskap och leder till onödig förvirring.

## Begreppets faser
Hybridkrigföring, eller sjätte generationens krigföring består av åtta faser.
- Första fasen, är av icke-militär krigföring, utan riktar sig mot opinionen i syfte att etablera en bild av konflikten. Bland annat genom propaganda i medier tillsammans med diplomatiska och ekonomiska åtgärder.
- Andra fasen, är av icke-militär krigföring, där desinformation till civila och militära beslutsfattare sprids genom media.
- Tredje fasen, är av icke-militär krigföring, där påtryckningar görs till civila och militära beslutsfattare, i syfte att de ska lämna sina tjänster. Oftast sker det genom mutor.
- Fjärde fasen, är det sista steget av icke-militär krigföring, och där propagandan höjs i syfte att stärka missnöjet hos befolkningen. I denna fas organiseras och etablerar sig en väpnad milis.
- Femte fasen, är det första steget i militär krigföring i ett hybridkrig. Detta genom att specialtrupper stödjer och hjälper den väpnade milisen.
- Sjätte fasen, är fasen där de militära operationerna inleds.
- Sjunde fasen, högteknologiska vapen som stridsflyg och robot- och artillerisystem sätts in.
- Åttonde fasen, är den sista fasen och fullbordandet av hybridkrigföring. Där specialtrupper rensar bland kvarvarande motstånd.

## Exempel på historiskt lyckade hybridoperationer
USA:s president James Monroe etablerade 2 december 1823 en doktrin, Monroedoktrinen som lade hela kontinentala Nordamerika under USA:s intressesfär. 1814 hade engelsmännen bränt ned Washington, och USA förstod att  traditionell krigföring inte räckte mot en stark och kompetent motståndare som exempelvis Brittiska imperiet. Man beslöt därför att använda befolkningsstrategier för att understödja de expansionsplaner som revanschsugna politiker lade fram. 
För att pressa undan spanjorer och indianer startade USA en guldrush och "Free land"-rykten (egentligen Indian land) för att locka immigranter från Europa att migrera till USA. Mellan 1830 och 1840 ökade USA befolkning med över 30 procent.
Kalifornien hade en central roll för USA:s planer att avancera mot Stilla havet som då var en spansk/mexikansk besittning som kallades Alta California (Övre Kalifornien), och fram till 1821 var en del av Vicekungadömet Nya Spanien. Från 1830 till 1850 gav USA:s regering lån och stöd till de européer som ville flytta till Kalifornien. USA:s regering startade tillsammans med vita ranchägare (som låg i konflikt med Spanien/Mexiko) det så kallade California Trail över Klippiga bergen. 
1848 hade nästan 130 000 migranter (mest exeuropéer) bosatt sig i Kalifornien. Det rubbade befolkningsbalansen från spansk till amerikansk. Med hjälp av tjänstlediga amerikanska officerare startade nybyggarna ett uppror mot regeringen i Mexico City, och efter att ha vunnit de inledande militära operationerna kapitulerade man raskt till ett örlogsfartyg från US Navy. Fartyget hade fått order att segla från ostkusten sex månader tidigare för att ta emot kapitulationen, innan upproret ens hade startat. Hur regeringen i Washington visste att det skulle bli ett uppror finns det ingen uppgift om.